# 阿部純二
阿部 純二（あべ じゅんじ、1933年3月12日 - 2017年1月26日）は、日本の法学者。専門は刑法。弁護士。 東北大学名誉教授。元東北大学・東北学院大学教授、元司法試験考査委員。 木村龜二博士に師事。木村博士の「刑法総論」の増補も担当している。2012年瑞宝中綬章受章。従四位。山形県出身。

## 略歴

### 学歴
- 1955年　東北大学法学部卒業

### 職歴
- 1955年　東北大学法学部助手
- 1955年　司法試験第二次試験合格
- 1957年　東北大学富沢分校 講師
- 1958年　司法修習生
- 1960年　札幌家庭・地方裁判所 判事補
- 1961年　千葉大学文理学部 講師
- 1964年　千葉大学文理学部 助教授
- 1964年　明治大学法学部 助教授
- 1970年　明治大学法学部 教授
- 1973年　東北大学法学部 教授
- 1975年　東北大学 評議員
- 1996年　東北学院大学法学部 教授
- 1997年　東北学院大学大学院 法学研究科長
- 1999年　東北学院大学 法学部長
- 1999年　学校法人東北学院  理事
- 2002年　東北学院大学大学院 法務研究科長

#### 学外における役職
- 1978年　宮城県麻薬中毒審査会 委員
- 1979年　宮城県環境衛生適正化審査会 委員
- 1979年　日本刑法学会 理事
- 1981年　司法試験第二次試験 考査委員
- 1982年　学術審議会 専門委員
- 1982年　宮城県地方労働委員会 公益委員
- 1986年　宮城県精神審議会 委員
- 1987年　宮城県地方労働委員会 会長
- 1987年　宮城県景況雇用問題懇談会 委員
- 1988年　宮城県精神保健審議会 委員
- 1991年　仙台弁護士会 懲戒委員
- 1991年　宮城県労働問題懇話会 委員
- 1991年　仙台市公文書開示審査会 会長
- 1991年　日本学術会議刑事法学研究連絡委員会 委員
- 1992年　仙台地方裁判所・簡易裁判所判事推薦委員会 委員
- 1993年　仙台市入札制度審議会 会長
- 1994年　宮城県公害対策審議会 環境政策専門委員
- 1994年　宮城県機会均等調停委員会 委員
- 1994年　東北地方建設局入札監視委員会 委員長
- 1995年　司法試験第二次試験 考査委員
- 1995年　宮城県個人情報保護懇話会 会長
- 1995年　仙台市選挙管理委員会 委員
- 1997年　宮城県労働協会 会長
- 1997年　仙台市個人情報保護審査会 会長
- 1997年　宮城県消費者救済委員会 委員長
- 1997年　日本臓器移植ネットワーク・東北ブロックセンター地域 評価委員
- 1998年　塩竈市情報公開懇話会 委員
- 1999年　塩竈市情報公開審査会 会長
- 1999年　白石市情報公開審査会 委員
- 2001年　塩竈市個人情報保護審査会 会長
- 2001年　厚生労働省宮城紛争調整委員会 委員
- 2001年　白石市男女共同参画懇話会 委員
- 2002年　日本医師会「会員の倫理向上委員会」委員
- 2002年　白石市電磁的記録式投票選考委員会 委員
- 2002年　東北電力「原子力の安全と信頼に関する顧問会議」座長
- 2003年　宮城県ピンクちらし根絶対策研究会 座長
- 2003年　白石市個人情報保護審査会 委員

※再任等は省略

## 著作
- 『刑法各論』（共著・同文館出版、1981年）ISBN 4-495-45721-7
- 『学説判例刑事訴訟法』（青林書院、1981年）ISBN 4-417-00317-3
- 『刑事政策入門』（共著・有斐閣、1982年）ISBN 4-641-05636-6
- 『演習刑法』（共著・有斐閣、1983年）ISBN 4-641-04067-2
- 『法学ガイド10 別冊法学セミナーno.81』（日本評論社、1987年）ISBN 4-535-40610-3
- 『刑事法の思想と理論』（共著・第一法規出版、1991年）ISBN 4-474-02133-9
- 『刑法1・2』（共著・一粒社、1992年）ISBN 4-7527-0216-9
- 『刑法基本講座　第1~6巻』（共著・法学書院、1992年）ISBN 4-587-00010-8
- 『刑法総論』（日本評論社、1997年）ISBN 4-535-01032-3
- 『基本法コンメンタール改正刑法 第2版補訂版』（日本評論社、2002年）ISBN 4-535-40220-5